# مگ وین اوون
مگ وین اوون (انگلیسی: Meg Wynn Owen؛ زادهٔ ۸ نوامبر ۱۹۳۹) بازیگر اهل بریتانیا است.
از فیلم‌ها یا برنامه‌های تلویزیونی که وی در آن نقش داشته‌است، می‌توان به غرور و تعصب، گاسفورد پارک، دوئل‌بازها، تسخیر، خبر داغ و ونیتی فر اشاره کرد.
وی در سال‌های پایانی عمر مبتلا به آلزایمر بود. در نوامبر ۲۰۲۲، گزارش شد که دوستش، برایان مالام، که مگ به او وکالت تام داده بود، به جرم کلاهبرداری و سرقت ۶۵٬۰۰۰ پوند از حساب‌های بانکی او اعتراف کرده و به ۳۲ ماه زندان محکوم شده است.